# Cyrilometodějské gymnázium a střední odborná škola pedagogická Brno
Cyrilometodějské gymnázium a střední odborná škola pedagogická Brno je církevní gymnázium a střední pedagogická škola. Zřizovatelem školy je Kongregace sester sv. Cyrila a Metoděje. Nachází se v Brně-Stránicích, v Masarykově čtvrti (ulice Lerchova 343/63).

## Historie

### Před vznikem Cyrilometodějského gymnázia
Budova školy byla postavena v roce 1935 podle projektu Vladimíra Fischera. Stylově navazuje na sousední budovu dnešní Cyrilometodějské církevní základní školy (Lerchova 65), která v té době sloužila jako ústav pro mentálně postižené děti s trojtřídní školou, dívčí penzionát a především jako hlavní dům Kongregace sester sv. Cyrila a Metoděje. Kongregace otevřela ve školním roce 1933/1934 také Řádové dívčí gymnasium, které od školního roku 1934/1935 využívalo nově postavenou budovu v sousedství. Jeho prvním ředitelem se stal Metoděj Marvan. Budova gymnázia je dvoupatrová se zvýšeným přízemím, do dvora k ní přiléhá krátké přízemní křídlo. Penzionát a gymnázium byly propojeny malým přízemním objektem, kde se původně nacházel byt ředitele.
Na škole se vyučovalo až do října 1940, kdy byla stavba zabrána po vojenské účely jednotkami SS. Gymnázium se tehdy přestěhovalo na dnešní třídu Kapitána Jaroše, nicméně v srpnu 1941 bylo zrušeno. Na konci druhé světové války fungoval v budově sovětský vojenský lazaret, ke školním účelům začala znovu sloužit po opravách na podzim 1945, kdy bylo dívčí gymnázium obnoveno. V únoru 1949 byla škola zestátněna (se zpětnou platností od září 1948) a na konci školního roku 1948/1949 zcela zrušena. Budova byla předána SNB, které zde mělo zřídit vlastní školu s internátem.
Od školního roku 1961/1962 sídlila v budově nově založená střední všeobecně vzdělávací škola, která se o několik let později přetransformovala na gymnázium. Vzhledem k nárůstu počtu studentů využívalo Gymnázium Lerchova 63 od roku 1966 také část objektu sousední základní školy (Lerchova 65). V roce 1991 byly obě budovy navráceny Kongregaci sester sv. Cyrila a Metoděje. Gymnázium Matyáše Lercha se v roce 1996 přestěhovalo do nově postavené školy v Žižkově ulici.

### Cyrilometodějské gymnázium (po roce 1996)
Po přestěhování Gymnázia Matyáše Lercha byla v budově Lerchova 63 zřízena kongregací Cyrilometodějská střední pedagogická škola a gymnázium, která zahájila vyučování ve školním roce 1996/1997. V roce 1997 vznikla ve druhém patře školy kaple Panny Marie, Matky jednoty křesťanů, jejíž interiér realizovali sochaři Jan Šimek a Petr Francán, umělecký slévač Pavel Hřebíček a malíři Milivoj Husák a Karel Rechlík.
Roku 2006 byl změněn název školy na současný tvar (Cyrilometodějské gymnázium a střední odborná škola pedagogická). V prvním ročníku státních maturit (2011) se škola umístila na 5. místě mezi všemi školami v ČR a jako první v Jihomoravském kraji.
V letech 2016–2017 byl v prostoru za gymnáziem a základní školou, tvořeném starými hřišti a sadem, vybudován společný Sportovní areál sv. Josefa s běžeckou dráhou a dvěma hřišti s umělým povrchem, který je přístupný i veřejnosti. Během let 2017 a 2018 byly v dosud nevyužitém půdním patře budovy gymnázia postaveny nové odborné učebny, realizován byl taktéž výtah pro zajištění bezbariérovosti a venkovní schodiště. Při příležitosti stavebních úprav byla rovněž zrekonstruována školní kaple, která byla zvětšena a v lednu 2019 požehnána biskupem Vojtěchem Cikrlem. Její výzdoba byla doplněna o podvěšený světelný strop od fotografa Petra Barana. Od školního roku 2019/2020 bylo zavedeno školné i pro denní studium. Na jaře 2022 byla ve školním sportovním areálu osazena socha patrona tohoto sportoviště svatého Josefa se spícím Ježíškem od Vladimíra Matouška, kterou v květnu 2022 požehnal pomocný biskup Pavel Konzbul.
Ve škole se ve školním roce 2018/2019 nacházelo 16 tříd s celkovým počtem 483 studentů a 2 třídy zkráceného večerního studia s 55 studenty. Škola měla tři obory (další obor Výchovná a humanitární činnost skončil ve školním roce 2012/2013), z toho obor Předškolní a mimoškolní pedagogika bylo možné studovat i formou zkráceného večerního studia. Počet zaměstnanců činil 72.

## Seznam ředitelů
- Ing. Michaela Bloudková (1996–1997)[13]
- Ing. Mgr. Jiří Haičman (1997–2014)[13]
- Mgr. MgA. et MgA. Štěpán Policer (od 2014)[13]